# محمية العقبة البحرية
محمية العقبة البحرية محمية طبيعية تقع في محافظة العقبة أنشأت سنة 1997 على مساحة تبلغ 2,8 كم مربع. تعتبر هذه المحمية موئلا لكائنات بحرية مهمة مثل أعشاب البحر. وتمتاز بوجود تنوع سمكي مميز وتنوع مرجاني. وفي المتنزه البحري هناك العديد من الطيور المائية المسجلة خصوصا النوارس، والخطافات والسكوا.
يبلغ عدد الحيوانات 300 نوع من الشعب المرجانية الصلبة والرخوة، و512 نوع من الأسماك المختلفة، و3 أنواع من تجمعات الأعشاب البحرية ونوعان رئيسين من مجتمعات الأعشاب البحرية الضحلة من عمق نصف متر إلى 40 متر. يبلغ معدل سقوط الأمطار حوالي 30 ملم ومعدل الحرارة تترواح من 14 في الشتاء إلى 32 في الصيف ويصل الحد الأعلى إلى 50 درجة. الرطوبة تترواح بين 30-55 ، والمناخ جاف.

## خلفية تاريخية
يُعد خليج العقبة المنفذ البحري الوحيد للأردن على البحر الأحمر، إذ يمتلك الأردن 27 كلم فقط من أصل 160 كلم من الساحل. ورغم محدودية الساحل، فإنه يشهد نشاطاً اقتصادياً وسياحياً مكثفاً. ويؤكد الخبير البيئي عمر محمد الشوشان أهمية حماية جزء من هذا الساحل لاحتوائه على أنواع بحرية متعددة. ويعد إنشاء المحمية البحرية فرصة لإدراجها ضمن المناطق البيئية الهامة من قبل الاتحاد الدولي لحماية الطبيعة، ويعكس التزام الأردن بالاتفاقيات الدولية لحماية البيئة البحرية.

## التصميم
تمتد المحمية البحرية على مساحة 2.45 كلم مربع بشاطئ طوله 7 كلم من إجمالي 27 كلم، وتغطي حوالي 2.6٪ من مساحة المياه الأردنية، بامتداد 350 متراً من الشاطئ نحو البحر و50 متراً نحو اليابسة. تضم المحمية 157 نوعاً من المرجان الصلب، و15 نوعاً فريداً، إضافة إلى 18 جنساً من الطحالب، و3 أنواع من الأعشاب البحرية، و507 أنواع من الأسماك، و3 أنواع من السلاحف، بما في ذلك سلحفاة منقار الصقر. كما تحتوي المحمية على نوعين مهددين من المحار العملاق، و72 نوعاً من الإسفنج، و645 نوعاً من الرخويات.
وتعتبر المحمية  من أهم المناطق ثراء بالتنوع البيولوجي في المنطقة، حيث يوجد بها شعاب مرجانية متقطعة وقريبة من الشاطئ تمتد على مسافة 13 كلم.

## التقسيم
تم تقسيم المحمية الى خمسة مناطق رئيسية وحددت فيها الأنشطة كما يلي:
- المنطقة المحمية: تهدف الى حماية المجموعات البحرية على حالتها الطبيعية ما أمكن وذلك من خلال إزالة او تقليل التأثيرات الإنسانية على هذه المنطقة.
- منطقة السباحة والترفيه: تهدف الى توفير ترفيه وتنزه آمن على الشاطئ حيث يسمح فيها السباحة العادية وبالقصبة، والنزول الى الماء والغوص. أما الأنشطة الممنوعة في هذه المنطقة فهي حركة القوارب (باستثناء قوارب الغوص الراسية على العوامات)، التزلج، حركة الدراجات المائية، الصيد، والرسو.
- منطقة القوارب: تهدف الى توفير حركة آمنة للقوارب وممر لوصولها الى الشاطئ بدون تعريض المنطقة الشاطئية للخطر. ويمنع في هذه المنطقة الغوص والسباحة ونزول الماء والتزلج والدراجات المائية والصيد والرسو.
- منطقة الغوص والسباحة بالقصبة: الهدف منها توفير مناطق غوص آمنة للتمتع بمشاهدة وتصوير الحياة البحرية تحت الماء.
- منطقة الشاطئ: وهي المنطقة البرية من المحمية والتي تقع على بعد 50 مترا من أعلى نقطة لمد البحر. حيث يتم التحكم في كافة الأنشطة في تلك المنطقة من قبل إدارة المحمية وسيتم منح اذونات خاصة للاستخدام في تلك المنطقة باستثناء الاستعمال الفردي البسيط والتنزه كما لن يتم إقامة أية إنشاءات دائمة فيها باستثناء المظلات.

## الترشيح لليونسكو
خلال زيارة الملك عبد الله الثاني لمتنزه العقبة البحري في يونيو 2020، حث على أهمية الإسراع في إنشاء المحمية البحرية بالعقبة لترشيحها لقائمة اليونسكو.  ووافق مجلس الوزراء لاحقاً على إعلان المحمية في خليج العقبة في ديسمبر 2020، لتصبح أول محمية بحرية في المملكة.
وتسعى سلطة العقبة الاقتصادية الخاصة، إلى إدراج المحمية ضمن قائمة التراث العالمي لليونيسكو، نظرا لما تتمتع به المحمية البحرية الوحيدة على البحر الأحمر، بوصفها أهم المناطق ثراء بالتنوع البيولوجي في المنطقة، حيث يوجد بها شعاب مرجانية متقطعة وقريبة من الشاطئ تمتد على مسافة 13 كلم، فضلا عن شواطئها الرملية الناعمة، ومواقع الغوص النادرة على مستوى العالم.
عام 2024 عقدت وزارة  السياحة والآثار ومفوضية سلطة العقبة الاقتصادية  اجتماعا، للوقوف على "ملاحظات ومستجدات" قدمتها اليونسكو على ملف إدراج محمية العقبة البحرية في لائحة التراث العالمي التابعة للمنظمة، لاستكمال جهود إدراج ملف محمية العقبة البحرية في لائحة التراث العالمي ليونسكو وللوقوف على الملاحظات التي تم مناقشتها في مقر يونسكو في باريس".